# Khaled al-Masri
Khaled al-Masri (auch el-Masri; arabisch خالد المصري Chālid al-Masrī, DMG Ḫālid al-Maṣrī; * 29. Juni 1963 in Kuwait) ist ein deutsches Opfer einer Entführung (Extraordinary rendition) durch den amerikanischen Auslandsgeheimdienst CIA. Er wurde 2003 im Rahmen des Kriegs gegen den Terror verschleppt und mehrere Monate festgehalten und misshandelt. Einige deutsche Regierungsvertreter und Behörden gerieten in die Kritik, nachdem bekannt wurde, dass sie über die illegale Gefangennahme informiert waren, zeitweise geriet auch der Bundesnachrichtendienst in den Verdacht der Beteiligung eines seiner Mitarbeiter an einem Verhör al-Masris. 2007 erließ das Amtsgericht München trotz Protesten der USA internationale Haftbefehle gegen zehn CIA-Mitarbeiter, die im Verdacht standen, an al-Masris Entführung nach Afghanistan beteiligt gewesen zu sein. Er versuchte seit seiner Freilassung mit diversen rechtlichen Mitteln, Schadensersatz zu erhalten und einzelne Personen zur Verantwortung zu ziehen, darunter den damaligen CIA-Direktor George Tenet. Im Dezember 2012 urteilte der Europäische Gerichtshof für Menschenrechte, Mazedonien habe bei seiner Auslieferung an US-Behörden gegen seine Grundrechte verstoßen und müsse ihm Entschädigung zahlen. Mazedonien hat sich bei ihm im April 2018 offiziell entschuldigt.

## Leben
Khaled al-Masri wurde als Sohn libanesischer Eltern in Kuwait geboren und wuchs im Libanon auf. 1985 kam al-Masri als Asylbewerber in die Bundesrepublik Deutschland. Seinen Asylantrag begründete er damit, Mitglied in einer islamistischen bewaffneten Vereinigung namens „al-Tawhid“ gewesen und aus diesem Grunde auch gefoltert worden zu sein. Die Organisation al-Tawhid (dt. „Einheit der Gläubigen“) hat ihren Ursprung in Jordanien und unterstützt den „Kampf gegen Ungläubige“. Die sunnitisch-palästinensische Bewegung hat sich laut Generalbundesanwalt dem „militanten Islamismus“ verschrieben. Al-Masri erhielt 1994 die deutsche Staatsangehörigkeit. Nach der Scheidung von seiner deutschen Frau heiratete er seine zweite Frau, Aischa. Er ist gelernter Schreiner und lebte mit seiner Frau und sechs Kindern in Senden, Bayern.
Nachdem Masri im Mai 2014 nach viereinhalb Jahren wegen zweier Körperverletzungen aus dem Gefängnis entlassen worden war, zog Masri nach Wien und geriet in die Obdachlosigkeit. Seine Familie war während seiner Haft aus Sorge, seiner Frau könnte das Sorgerecht entzogen werden, nach Libanon ausgewandert. Von Wien zog Masri nach Graz weiter, wo er nach acht Jahren seine Familie wiedertraf. In Graz eröffnete Masri einen Laden für orientalische Lebensmittel, musste jedoch nach zweieinhalb Jahren insolvenz anmelden. Er fand eine Anstellung als Kraftfahrer, erkrankte jedoch an Polyneuropathie und lebt seitdem größtenteils bettlägerig in Graz.

## CIA-Affäre

### Entführung und Folter
Al-Masri wurde Ende 2003 in Mazedonien zunächst von dortigen Behörden festgehalten, weil sein Nachname mit dem eines mutmaßlichen Al-Qaida-Mitglieds übereinstimmt und man seinen deutschen Pass für gefälscht hielt. Die mazedonischen Behörden hielten ihn anschließend für 23 Tage unter Kontaktsperre in einem Skopjer Hotel fest. Nach Hinweisen an den US-amerikanischen Außengeheimdienst CIA entführte dieser al-Masri nach Afghanistan und hielt ihn dort über mehrere Monate fest.
Nach seiner eigenen Aussage, die er wiederholt sehr detailliert und widerspruchsfrei gemacht hatte, wurde er nackt ausgezogen, dann wurden ihm Windeln angezogen, man gab ihm Drogen und einen Einlauf, und er wurde geschlagen. Daraufhin trat er in einen Hungerstreik. Er lernte andere Häftlinge kennen, unter anderem den mittlerweile ebenfalls freigelassenen Algerier Laid Saidi, der seinen Fall ähnlich geschildert hat.

### Rückkehr nach Deutschland
Als sich sein Pass als echt herausstellte und CIA-Direktor George Tenet sowie die damalige Nationale Sicherheitsberaterin Condoleezza Rice von dem Fall erfuhren, wurden deutsche Behörden informiert.
Laut Angaben der CIA erhielt al-Masri als Entschädigung für seine fünfmonatige Inhaftierung bei seiner Entlassung 14 500 Euro (etwa 17 700 US$ zum damaligen Wechselkurs). 3000 Euro, die al-Masri bei seiner Verhaftung in Mazedonien bei sich hatte, konnten von der CIA nicht mehr ausfindig gemacht werden. Zuvor hatte das CIA-Hauptquartier für al-Masri eine Entschädigung von bis zu 50 000 US$ autorisiert. Laut CIA führten Bedenken, al-Masri könne durch das Mitführen von mehr als 40 000 Euro in Bargeld bei seiner Einreise nach Deutschland die Aufmerksamkeit der Behörden erwecken, dazu, dass ihm nur eine geringere Summe ausgehändigt wurde. Al-Masri musste sich bei seiner Freisetzung verpflichten, über seine Hafterfahrungen weder mit Medien- noch deutschen Behördenvertretern zu sprechen und wurde gewarnt, dass er weiterhin von der CIA überwacht werden würde. Ende Mai 2004 wurde al-Masri ohne jegliche finanzielle Mittel oder Vorabinformation seiner Familie auf einem albanischen Waldweg unmittelbar an der mazedonischen Grenze ausgesetzt. Er gab an, beim Grenzübergang seinen Reisepass und seine anderen persönlichen Gegenstände ausgehändigt bekommen zu haben. Am 3. Juni 2004 erreichte er Deutschland. Er hatte seit seiner Verschleppung 18 kg Körpergewicht abgenommen.

### Enthüllung und öffentliche Reaktion
Die Verschleppung wurde durch die deutsche Journalistin Souad Mekhennet enthüllt. Sie berichtete am 9. Januar 2005 in der New York Times (gemeinsam mit ihrem US-Kollegen Don van Natta Jr.) von al-Masris Festnahme und brachte die CIA-Affäre ins Rollen. Zahlreiche internationale Medien griffen dies auf; ein Diskurs über das Tun und Lassen der Regierung Bush und der CIA begann.
Am 16. Oktober 2006 sendete das SWR Fernsehen in seinem Magazin „Report Mainz“ unter der Überschrift Neues zum Fall El-Masri: Gab es Kontakte in die Islamistenszene? einen Bericht, in dem gefragt wurde, warum al-Masri ins Visier seiner Entführer geraten war und ob es Gründe gab, warum gerade er verschleppt wurde. Nach Auswertung geheimer Polizeiunterlagen äußerten die Autoren der Sendung die These, al-Masri sei in ein Netzwerk radikaler Islamisten eingebunden gewesen.
Al-Masri hatte über das Multikulturhaus in Neu-Ulm offenbar Kontakt zu Mitgliedern der extremistischen Moslemszene gehabt, u. a. zu dem Islamisten Reda Seyam. Eventuell kannte er durch Kontakte im Multikulturhaus in Neu-Ulm Mamdouh Mahmud Salim, Osama bin Ladens Finanzchef, mitverantwortlich für die Anschläge auf die US-Botschaften in Nairobi und Daressalam mit Hunderten von Toten. Auch Mohammed Atta, einer der Piloten des Anschlags am 11. September 2001 in New York, und Said Bahaji, Cheflogistiker ebenjener Anschläge, waren nach dem SWR-Bericht vom 16. Oktober 2006 schon im Multikulturhaus in Neu-Ulm. Auch Fritz G., der am 4. September 2007 unter Terrorverdacht festgenommen wurde, ging dort häufig ein und aus.
Arte strahlte am 31. August 2021 eine Dokumentation des Regisseurs Stefan Eberlein aus, der den Fall über zehn Jahre lang begleitet hatte.

### Gerichtliche Verfahren
Die American Civil Liberties Union hatte im Namen al-Masris Klage gegen die USA und insbesondere gegen den früheren CIA-Chef George Tenet erhoben. Der Vorwurf lautete Verstoß gegen die Menschenrechte und zugleich Verstoß gegen US-Recht. Die USA hatten eine Einreise al-Masris zu einer entsprechenden Pressekonferenz verboten.
Ein US-Bundesgericht in Alexandria bei Washington wies die Klage gegen die CIA im Mai 2006 ab. Zur Begründung hieß es, der Fall berühre „Staatsgeheimnisse“, die geschützt werden müssten. Al-Masri legte Berufung ein. Al-Masri konnte 2005 in die USA einreisen, um dort dem Beginn des Berufungsprozesses beizuwohnen und Interviews zu geben. Die Berufung wurde Anfang März 2007 abgewiesen.
Nachdem im Dezember 2005 bekannt wurde, dass bundesdeutsche Behörden sowie der damalige Innenminister Otto Schily frühzeitig informiert waren, erregte der Fall öffentliches Interesse in Deutschland und auch in den USA. Spekulationen über eine Beihilfe deutscher Behörden bei der Verschleppung al-Masris erhielten auch durch dessen Aussage Nahrung, bei seiner Vernehmung sei ein deutschsprachiger Bundesnachrichtendienst-Ermittler anwesend gewesen, der sich „Sam“ genannt habe. Al-Masri sagte aus, diesen anhand eines Fotos der Online-Zeitung Saar-Echo als Beamten des Bundeskriminalamts und ehemaliges Mitglied der Mehlis-Kommission identifiziert zu haben. Der Beschuldigte bestritt, „Sam“ zu sein, erklärte, er sei zu dem damaligen Zeitpunkt im Urlaub gewesen und erwirkte später eine Gegendarstellung, in der er erklärte, niemals in Afghanistan, sondern zu dem angegebenen Zeitpunkt „nachweislich in Deutschland im Dienst“ gewesen zu sein. Die Münchner Staatsanwaltschaft ging noch anderen Spuren zu „Sam“ nach, verdächtigt wurden auch konkret Angehörige der CIA.
Al-Masri schilderte 2006 seine Erfahrungen vor dem Bundestags-Ausschuss zur Untersuchung von BND-Aktivitäten im Irak und CIA-Flügen im Inland. Dort herrschte die einhellige Meinung, dass ihm Unrecht geschehen sei, aber Uneinigkeit zu der Frage, welche Rolle deutsche Behörden dabei gespielt haben und wie weiter untersucht werden soll.
Im Januar 2006 erlaubte das Amtsgericht München die Überwachung des Telefonanschlusses von al-Masris Rechtsanwalt. Das Gericht ging davon aus, dass eventuell die Täter der Entführung telefonisch mit al-Masri oder dem Anwalt in Verbindung treten könnten. Die gegen die Entscheidungen des Amtsgerichts und des Landgerichts, welches die Anordnung bestätigt hatte, erhobene Verfassungsbeschwerde war erfolgreich. Die 3. Kammer des Zweiten Senats des Bundesverfassungsgerichts hob im Beschluss vom 30. April 2007 – 2 BvR 2151/06 – die Entscheidungen auf, da sie den Rechtsanwalt in seinen Rechten (Fernmeldegeheimnis / Berufsausübung) verletzen.
Ende Januar 2007 erließ das Amtsgericht München Haftbefehle gegen 10 CIA-Mitarbeiter, die im Verdacht stehen, an al-Masris Entführung nach Afghanistan beteiligt gewesen zu sein. Ihnen wurden Freiheitsberaubung und gefährliche Körperverletzung vorgeworfen. Das Bundesjustizministerium gab die Haftbefehle zur internationalen Fahndung frei. Die damalige US-Regierung protestierte dagegen und versuchte erfolglos, die internationale Fahndung zu verhindern.
So sind seitdem 10 der 13 mutmaßlichen CIA-Agenten, die an al-Masris Entführung beteiligt gewesen sein sollen und durch von spanischen Behörden übermittelte Hotellisten enttarnt worden sind, in den 186 Interpol-Mitgliedsstaaten „mit dem Ziel der Festnahme zwecks Auslieferung nach Deutschland“ zur Fahndung ausgeschrieben – und damit für die USA praktisch nicht mehr international einsetzbar. Die USA, selbst Interpol-Mitgliedstaat, kündigten an, eine Auslieferung zu verweigern, woraufhin diese auch nicht von deutscher Seite beantragt wurde. Die Namen der drei Piloten des Entführungsfluges der Firma Aero Contractors wurden von investigativen Journalisten als Harry Kirk Elarbee (alias Kirk James Bird), Eric Robert Hume (alias Eric Matthew Fain) und James Kovalesky (alias James Richard Fairing) recherchiert. Al-Masri berichtete im März 2007 in der Los Angeles Times über seine Entführung.
Am 9. Oktober 2007 lehnte der Oberste Gerichtshof der Vereinigten Staaten ohne Begründung den Antrag von al-Masri ab, sich mit seiner Klage auf Schadenersatz gegen die CIA wegen seiner Verschleppung nach Afghanistan zu befassen. Mit der Ablehnung von al-Masris Antrag bestätigten die Richter die Entscheidung eines Berufungsgerichts in Richmond, USA vom März 2007, das eine Behandlung der Angelegenheit unter Verweis auf den Schutz von Staatsgeheimnissen abgelehnt hatte und damit ebenfalls weitgehend die Position der Regierung Bush vertrat. Sein Rechtsanwalt sagte, „der Rechtsweg in den USA [sei] vorerst ausgeschöpft“.
Al-Masri verklagte im Juni 2008 das Bundesministerium der Justiz. Die Bundesregierung solle damit gezwungen werden, die Auslieferung von 13 CIA-Agenten aus den USA zu beschleunigen, die der Beteiligung an seiner Entführung im Jahr 2004 verdächtigt wurden. Im Dezember 2012 erkannte der Europäische Gerichtshof für Menschenrechte in Straßburg die Überstellung Al-Masris an die CIA als Grundrechtsverletzung an. Mazedonien wurde zur Zahlung eines Schmerzensgeldes in Höhe von 60.000 Euro verurteilt.
Eine Aktivistin begann im Jahr 2023 einen Sitzstreik vor dem Büro der Beauftragten der Bundesregierung für Menschenrechtspolitik und humanitäre Hilfe, um eine Entschädigung von der deutschen Bundesregierung für Masri zu erwirken. Diesem solle außerdem Rehabilitation und Psychotherapie bezahlt und ein Sozialarbeiter gestellt werden.

## Straftaten und psychiatrische Gutachten

### Körperverletzung eines Dekra-Mitarbeiters
Anfang Februar 2007 wurde bekannt, dass die Staatsanwaltschaft Ulm gegen al-Masri wegen vorsätzlicher Körperverletzung ermittelt. Al-Masri hatte einen Mitarbeiter der Dekra Akademie verprügelt. Dieser hatte ihn abgemahnt, weil er zu viele Stunden seiner Ausbildung zum LKW-Fahrer verpasst hatte, woraufhin al-Masri ausrastete und zuschlug. Über seinen Anwalt bedauerte er den Vorfall und kündigte an, sich bei seinem Opfer zu entschuldigen und die Verantwortung zu übernehmen, und gab als Grund für seinen Ausraster seine „schwere Traumatisierung“ an.

### Brandstiftung in einem Großhandelsmarkt
Am 17. Mai 2007 wurde al-Masri wegen Brandstiftung festgenommen und danach in eine psychiatrische Klinik in der Stadt Memmingen eingeliefert. Ihm wurde vorgeworfen, einen Brand in einem Metro-Großhandelsmarkt in Neu-Ulm gelegt zu haben. Er richtete einen Schaden von knapp 90.000 Euro an. Laut Staatsanwalt sei allerdings das Feuer so laienhaft gelegt worden, dass es sich nie zu einem Großbrand hätte ausweiten können. Al-Masri hatte sich zuvor mehrfach mit Angestellten der Großhandelskette über einen defekten iPod gestritten, soll eine Verkäuferin angespuckt und Drohbriefe geschrieben haben. Der Leiter der Abteilung für Forensische Psychiatrie an der Universität München Norbert Nedopil, von al-Masris Anwalt Manfred Gnjidic mit der psychiatrischen Begutachtung seines Mandanten beauftragt, sieht in al-Masris Verhalten Reaktionen, die für Folteropfer typisch seien.
Am 11. Dezember 2007 verurteilte das Landgericht Memmingen al-Masri wegen gefährlicher Körperverletzung, Beleidigung, Hausfriedensbruch und Brandstiftung zu einer Freiheitsstrafe von zwei Jahren. Diese wurde unter der Auflage, seine Therapie fortzusetzen, auf Bewährung ausgesetzt. Das Gericht hob die Ereignisse vor al-Masris Taten strafmildernd hervor und schrieb, selbst widerfahrenes Unrecht sei keine Berechtigung, selbst Unrecht auszuüben. Strafmildernd angerechnet wurden al-Masri sein umfassendes Geständnis, seine familiäre Situation und die Tatsache, dass er vor der CIA-Entführung nie eine Straftat beging. Der psychiatrische Gutachter nahm an, dass al-Masri ohne die vorherigen traumatischen Erlebnisse die ihm vorgeworfenen Straftaten nicht begangen hätte.

### Angriff auf den Oberbürgermeister von Neu-Ulm
Am 11. September 2009 überfiel al-Masri den Neu-Ulmer Oberbürgermeister Gerold Noerenberg in dessen Büro und schlug ihn so, dass Noerenberg anschließend ärztlich versorgt werden musste. Al-Masri hatte bereits kurz zuvor versucht, Zugang zu Noerenbergs Büro zu bekommen, konnte aber von Rathausmitarbeitern daran gehindert werden. Al-Masri wurde zwei Stunden nach seiner Flucht festgenommen und in der Justizvollzugsanstalt Kempten inhaftiert. In einem Schreiben aus der U-Haft äußerte er sich erzürnt darüber, dass die Stadt Neu-Ulm immer neue Bordellbetriebe genehmigte und dadurch inzwischen die Räumlichkeiten des Multikulturhauses als solches genutzt werden.
Am 30. März 2010 wurde al-Masri vom Landgericht Memmingen wegen vorsätzlicher Körperverletzung zu zwei Jahren Haft ohne Bewährung verurteilt. Den Angriff auf Noerenberg begründet Masri viele Jahre später mit einer inneren „Aufladung“, da er sich von deutschen Behörden gegängelt, belästigt und provoziert gefühlt habe. Noerenberg habe ihn gedemütigt und sei mitverantwortlich gewesen.

### Körperverletzung eines JVA-Bediensteten
Während der Verbüßung dieser Haftstrafe schlug er im Juli 2010 in der Justizvollzugsanstalt Kempten (Allgäu) einem Bediensteten so heftig ins Gesicht, dass der Mann fünf Wochen lang dienstunfähig war. Dafür wurde al-Masri am 4. April 2011 zu weiteren vier Monaten ohne Bewährung verurteilt.
Mitte 2012 beantragte eine Journalistin Besuchsgenehmigung zur Durchführung eines Interviews. Der Antrag wurde von der JVA Kempten (Allgäu) abgelehnt. Die Strafvollstreckungskammer beim Landgericht Kempten (Allgäu) verpflichtete am 10. Oktober 2012 die Anstalt, den Besuch zu genehmigen. Dagegen legte die Anstalt Rechtsbeschwerde ein, welche am 28. Februar 2013 vom Oberlandesgericht München zurückgewiesen wurde. Es könne nicht „generell davon ausgegangen werden, ein Presseinterview mit einem Strafgefangenen werde regelmäßig dessen Eingliederung i.S.v. Art 28 Nr. 2 BayStVollzG behindern“.
Am 14. Oktober 2013 wurde er nach einem Gerichtsurteil aus der Haft entlassen.
Nach vier Tagen Freiheit wurde Masri am Neu-Ulmer Bahnhof erneut festgenommen. Der Berufungsprozess begann am 18. November 2013. Wegen Fluchtgefahr blieb der Beschuldigte während der Dauer des Prozesses in U-Haft. Al-Masri ignorierte das Gericht und seinen Anwalt und schwieg. Am 11. Dezember 2013 wurde er zu 7 Monaten Haft verurteilt, am 14. Mai 2014 wurde er aus der Haft entlassen.

## Dokumentation
- Der Fall el-Masri. Von Stefan Eberlein für das ZDF produziert. 2021 veröffentlicht, 98 min.